# West Winfield
West Winfield est un village situé dans le comté de Herkimer, dans l'État de New York, aux États-Unis,. En 2010, il comptait une population de 826 habitants.

## Démographie
Lors du recensement de 2010, le village comptait une population de 826 habitants. Elle est estimée, en 2019, à 855 habitants.